# Sanpei Hayashiya I
Sanpei Hayashiya (初代 林家 三平?, Shodai Hayashiya Sanpei; Taitō, 30 novembre 1925 – Tokyo, 20 settembre 1980) è stato un attore e comico giapponese.
Il suo tormentone è la frase "Soū nansu, okusan!" (そうなんす、奥さん?) ("sembra di sì, signora").
Il Pokémon Wobbuffet (ソーナンス?, Sōnansu) è ispirato a Sanpei, come si evince anche dal nome giapponese del Pokémon.